# سنت بانیفیس، وینیپگ
سنت بانیفیس، وینیپگ (به انگلیسی: Saint Boniface, Winnipeg) یک منطقهٔ مسکونی در کانادا است که در وینیپگ واقع شده‌است. سنت بانیفیس ۲۴٫۴۵۵ کیلومتر مربع مساحت و ۵۴٬۲۰۱ نفر جمعیت دارد.